# Tayfun Candan
Tayfun Candan (Hoorn, 7 mei 1990) is een Nederlands-Turks voetballer die doorgaans als verdediger of middenvelder speelt. 

## Clubcarrière
Candans carrière begon bij Zwaluwen '30. Hier viel hij AFC Ajax en FC Volendam op. In 2002 ging hij naar AFC Ajax. Daar speelde hij in de jeugdteams en Jong Ajax.
Begin 2010 werd Candan verhuurd aan HFC Haarlem. Daar speelde hij één wedstrijd, omdat Haarlem op 22 januari 2010 failliet verklaard werd. Candan ging terug naar AFC Ajax. Daarna stond Candan onder contract bij FC Dordrecht en FC Volendam maar brak niet door in het profvoetbal. In het seizoen 2012/13 ging hij spelen in Hoorn bij Hollandia dat uitkwam in de Topklasse.
Vanaf 2013 speelde Candan in Turkse amateurvoetbal.

## Statistieken
| Seizoen | Club                | Land      | Competitie       | Wedstrijden | Doelpunten |
| ------- | ------------------- | --------- | ---------------- | ----------- | ---------- |
| 2009/10 | AFC Ajax            | Nederland | Eredivisie       | 0           | 0          |
| 2009/10 | →HFC Haarlem (huur) | Nederland | Jupiler League   | 1           | 0          |
| 2009/10 | AFC Ajax            | Nederland | Eredivisie       | 0           | 0          |
| 2010/11 | FC Dordrecht        | Nederland | Jupiler League   | 0           | 0          |
| 2011/12 | FC Volendam         | Nederland | Jupiler League   | 0           | 0          |
| 2012/13 | HVV Hollandia       | Nederland | Topklasse Zondag | 11          | 0          |
| Totaal  |                     |           |                  | 12          | 0          |